# Candyman (film, 1992)
Candyman är en amerikansk skräckfilm från 1992 i regi av Bernard Rose, med Virginia Madsen, Tony Todd, Xander Berkeley och Kasi Lemmons i rollerna. Filmen bygger på Clive Barkers novell Det förbjudna.

## Handling
Filmen utspelar sig i Chicago där Helen, som skriver en avhandling om skrönor, stöter på graffiti som hänvisar till Candyman (Tony Todd). Det, och ryktet om ett bestialiskt mord, driver Helen att fortsätta sina undersökningar.

## Rollista
| Virginia Madsen  | – Helen Lyle                |
| Tony Todd        | – The Candyman              |
| Xander Berkeley  | – Trevor Lyle               |
| Kasi Lemmons     | – Bernadette 'Bernie' Walsh |
| Vanessa Williams | – Anne-Marie McCoy          |
| DeJuan Guy       | – Jake                      |
| Marianna Elliott | – Clara                     |
| Ted Raimi        | – Billy                     |
| Ria Pavia        | – Monica                    |